# Marcin Yi Jung-bae
Marcin Yi Jung-bae (kor. 이중배 마르티노; ur. ok. 1751 roku w Yeoju w Korei; zm. 25 kwietnia 1801 tamże) – koreański męczennik, błogosławiony Kościoła katolickiego.

## Życiorys
Yi Jung-bae urodził się w rodzinie szlacheckiej około 1751 roku w Yeoju w prowincji Gyeonggi. Z chrześcijaństwem zetknął się po raz pierwszy w 1797 roku. Szybko zaakceptował doktrynę katolicką i przekazał ją również swojemu ojcu oraz żonie.
W niedzielę wielkanocną 1800 roku udał się razem ze swoim kuzynem Janem Won Gyeong-do z wizytą do przyjaciela, u którego razem się modlili i śpiewali hymny. O tym spotkaniu doniesiono sędziemu z Yeoju, który był zdeterminowany, żeby wykorzenić religię chrześcijańską w swoim rejonie. Natychmiast wysłał on policję, żeby aresztowała osoby uczestniczące w spotkaniu modlitewnym. Więźniów poddano torturom, aby zmusić ich do wyrzeczenia się wiary. Następnie Marcin Yi Jung-bae spędził w więzieniu kilka miesięcy, podczas których próbowano zmusić go do odstępstwa. Ponieważ jednak opowiedział się zdecydowanie za wiarą katolicką, został za to skazany na śmierć. Ścięto go 25 kwietnia 1801 roku w Yeoju razem z kuzynem Janem Won Gyeong-do oraz Marcelinem Choe Chang-ju (który był teściem Jana Won Gyeong-do).
Marcin Yi Jung-bae został beatyfikowany przez papieża Franciszka 16 sierpnia 2014 roku w grupie 124 męczenników koreańskich.
Wspominany jest 31 maja z grupą 124 męczenników koreańskich.